# Języki środkowoirańskie
Języki środkowoirańskie – zespół językowy w obrębie języków północno-zachodnioirańskich.

## Klasyfikacja Merritta Ruhlena
Języki irańskie
- Języki zachodnioirańskie
  - Języki północno-zachodnioirańskie
    - Język medyjski†
    - Język partyjski†
    - Języki semnani
    - Języki kaspijskie
    - Języki tałyskie
    - Języki zaza-gorani
    - Języki beludżi
    - Języki kurdyjskie
    - Języki środkowoirańskie
      - Język yazdi
      - Język nayini
      - Język natanzi
      - Język soi
      - Język khunsari
      - Język gazi
      - Język sivandi
      - Język vafsi

## Klasyfikacja Ethnologue
Języki irańskie
- Języki zachodnioirańskie
  - Języki północno-zachodnioirańskie
    - Języki beludżi
    - Języki kaspijskie
    - Języki kurdyjskie
    - Języki ormuri-paraczi
    - Języki semnani
    - Języki tałyskie
    - Języki zaza-gorani
    - Języki środkowoirańskie
      - Język asztiani
      - Język dari zoroastryjski
      - Język fars północnozachodni
      - Język gazi
      - Język khunsari
      - Język natanzi
      - Język nayini
      - Język parsi
      - Język parsi-dari
      - Język sivandi
      - Język soi
      - Język vafsi